# Molinos de Alcázar de San Juan
Los molinos de viento del Cerro de San Antón son un conjunto de cuatro molinos de viento ubicado en la localidad española de Alcázar de San Juan, en la provincia de Ciudad Real. Cuentan con el estatus de bien de interés patrimonial.

## Historia

### Origen
Los molinos de viento surgieron en la comarca de La Mancha como una nueva tecnología a mediados del siglo XVI y se pusieron en funcionamiento como alternativa a los molinos de agua, abundantes en el curso del río Guadiana y afluentes. En la comarca de Alcázar de San Juan, las reticencias iniciales de la Orden de San Juan, propietaria de los molinos de agua, hizo que en zonas inmediatas, como la vecina villa de Campo de Criptana, al amparo de la Orden de Santiago, se desarrollaran más rápidamente este tipo de construcciones, aunque los propietarios o arrendatarios en su mayoría fueran vecinos de Alcázar.
El Catastro de Ensenada refiere que en 1752 había “dos molinos de viento distantes un tiro de bala, en el camino de Campo de Criptana, propios de las Madres religiosas de San José de esta villa y los que tienen arrendados a D. Manuel Escudero y a Gabriel Castellanos Menor, vecinos de esta villa,…”. Posiblemente, estos molinos fueron los que escrituró en censo la mecenas de este convento de San José de Alcázar, María Díaz Pedroche, a comienzos del siglo XVII.
En 1770, Juan Francisco Ropero y Tardío obtuvo licencia para edificar un molino de viento en el término y cercanías de la villa de Alcázar, con una pensión de una fanega de trigo anual en calidad de censo perpetuo, aunque las facultades de venta o permuta de dicho molino las tendría la dignidad prioral. Este molino se ubicaría entre el camino del Saladillo y el camino de Madrid, al noroeste del actual casco urbano.
En marzo de 1792 existían tres molinos de viento en Alcázar de San Juan. Ese mismo año, Manuel Castellanos pidió licencia para trasladar un molino de viento situado en la zona de los siete molinos de Campo de Criptana al término de Alcázar, en la zona de Casas de Casimiro, con la obligación de pagar un canon anual y demás derechos que correspondían a la dignidad prioral. El motivo del traslado era la distancia existente entre su molino de Campo de Criptana y su residencia en la villa de Alcázar de San Juan. En atención a que su padre, Antonio Castellanos, él mismo y su hijo Josef Castellanos habían servido al gran prior como molineros, la demanda fue atendida.
En 1795, las religiosas franciscanas de la Purísima Concepción piden licencia para construir dos molinos de viento, con los caudales propios que ellas poseían y en un terreno de su propiedad, con la condición de pagar anualmente un canon perpetuo y pensión fija anual de dos fanegas de trigo para cada molino. Les es concedida y posteriormente dada por nula por el impago del canon establecido.

### SigloXIX

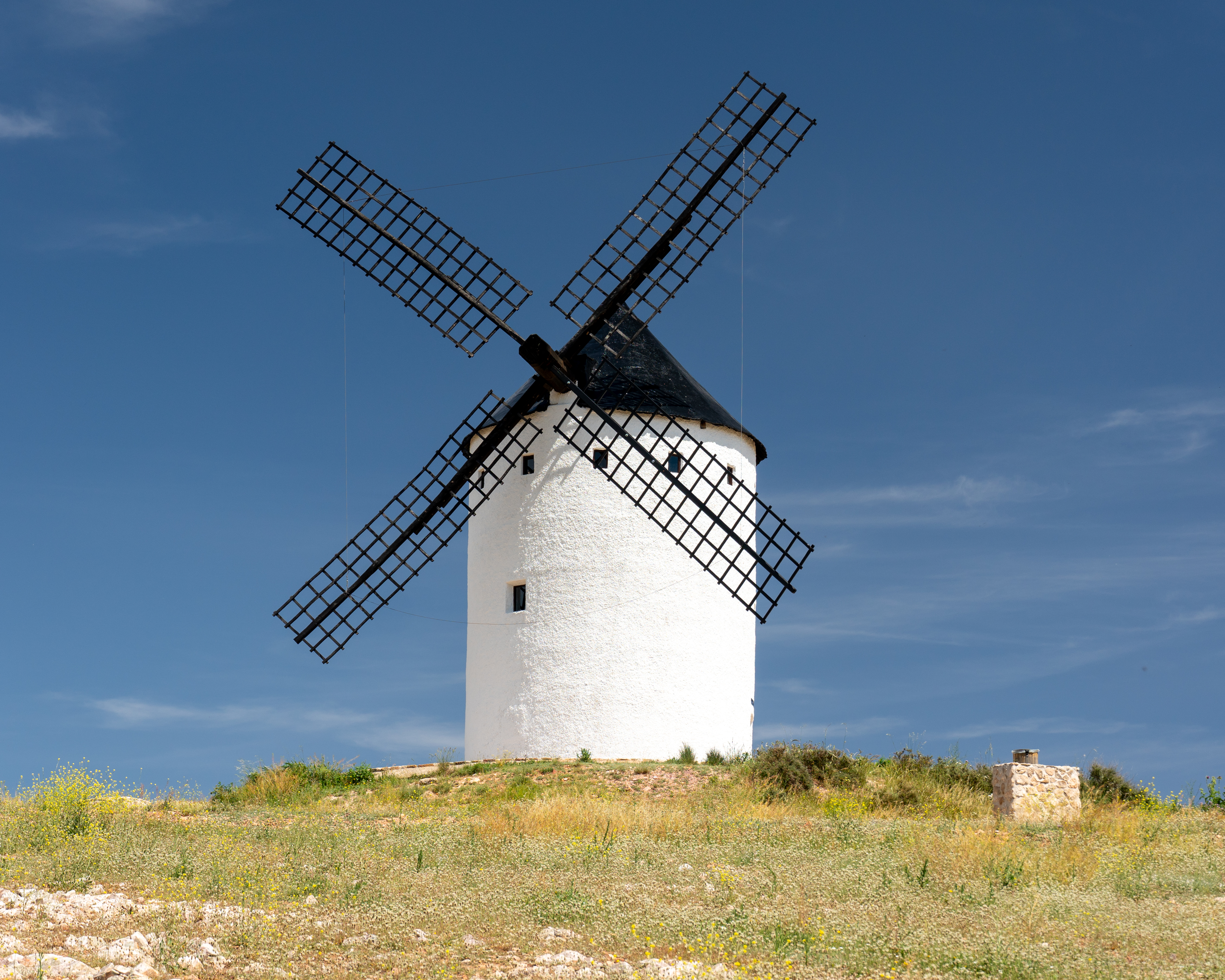
Molino "Barcelona".

En 1804, el molinero Juan Castellanos, con ejercicio en Campo de Criptana, consiguió licencia para construir un molino de viento en las inmediaciones de la villa de Alcázar, con la condición de que debía edificarse en terreno propio, con una pensión anual y perpetua de dos fanegas de trigo enjuto y de buena calidad. Ese mismo año, Josef Castellanos, también molinero, obtuvo permiso para construir otro molino de viento, sometido a una pensión anual de dos fanegas de candeal.
Una veintena de años más tarde se produjo otra sucesión de construcciones de molinos de viento. En 1823, Manuel Castellanos de Juan levantó un molino harinero de viento y al año siguiente su hermano Isidro consiguió la licencia para la construcción de otro molino. No sería aventurado decir que entre los referidos molinos debía encontrarse uno localizado en el cerro de San Antón, pues la cartografía de 1886 refleja el Molino de Castellanos, repitiéndose este topónimo en la cartografía actual. No obstante, en el proyecto de recuperación de los molinos del Cerro de San Antón (2005) se indica que el primer molino en ubicarse allí fue el Molino de San Antón, que había pertenecido a Esteban Castellanos Peñuela en origen y a Julián Alcolado Zarco posteriormente, conocido como “Molinerillo hermoso”. Un incendio acabó con él y nunca más se rehabilitó para su oficio. Este molino fue renombrado en 1962 como Rocinante.
En 1826, María Antonia Fernández, viuda de Manuel Castellanos, pidió licencia de construcción de un molino de viento en el cerro de la Horca, denominado “La Hotila”. A la intensa actividad constructora, se fueron uniendo las ventas de varios molinos. En 1828, Eugenia Pérez, viuda de Jesús Ortiz Pochela, vendió a Domingo Camacho de Zacarías el molino harinero “Clérigo”, que se encontraba situado en las inmediaciones de la villa de Alcázar a la izquierda, lindando por el mediodía con el carril que desde las casas de Jacob Vidal va al camino del Campo, conocido como “el de los siete molinos”. El difunto Jesús Ortiz lo había comprado a la Comunidad de Religiosas Claras por 9.000 reales de vellón.
En 1860, en el término municipal de Alcázar de San Juan estaban en funcionamiento catorce molinos de viento, repartidos por los Cerros de San Antón, San Isidro o La Horca, El Tinte y el casco urbano. Nueve de ellos se alzaban en los citados cerros y se correspondían con los nombres de La Horca, La Cana, El Chopo, Las Maquilas, Molino Nuevo, San Antón, San Antonio, San Marcos y El Tinte. En lo que hoy es casco urbano, se localizaban los molinos de El Clérigo y Venganza, que se encontraban a cien metros del ayuntamiento; a doscientos metros los molinos San José y Las Ranas, y, por último, a unos quinientos metros respecto al ayuntamiento, se encontraba el molino La Motilla.
De estos, tres son los que se conservan, una vez rehabilitados, en el Cerro de San Antón: “San Antón”, antaño incendiado y hoy conocido como “Rocinante”; “El Carbón”, propiedad del Tío Carbón y luego de Juan Tejera Vázquez, ahora “Dulcinea”; y “El Chopo”, que perteneció al Tío Tinín y no hay noticias de que llegara a moler, conocido hoy como “Fierabrás”.
La relación de nombres de los molinos fue variando a lo largo del tiempo. Así, entre los topónimos se encontraban El Urema o Ureña, el Tío Simón, Sacramentos, Venganza, La Horca, La Motilla, El Cebaílla, San José, El Chopo, San Antón, El Carbón, Chirolo, El Tinte, Pinto, Santa Bárbara, El Nuevo, La Cana, El Pescado o Molino de Teresa. Además de El Clérigo, Las Maquilas, Las Ranas, San Antonio, San Marcos, Zaragüelles, Santanillas, Aleib e Ibreca.

### SigloXXy desuso
El último molino de viento de Alcázar de San Juan dejó de funcionar en 1939. En la década de 1960 se recuperaron varios molinos y se cambiaron sus nombres por topónimos quijotescos: El Doncel (propiedad de Rosita Hernán), El Rocinante (propiedad de Oscar A. Dignoes), Sancho Panza (propiedad de Tico Medina), etc. Los del Cerro de San Antón, de propiedad municipal, sufrieron un proceso de reconversión y recuperación integral a principios del siglo XXI.
El Cerro de San Antón conserva actualmente cuatro de los diecinueve molinos de viento que llegó a albergar el término municipal de Alcázar de San Juan.
El 21 de octubre de 2016 fueron declarados Bien de Interés Patrimonial, en una resolución publicada el 3 de noviembre de ese mismo año en el Diario Oficial de Castilla-La Mancha.

## Descripción

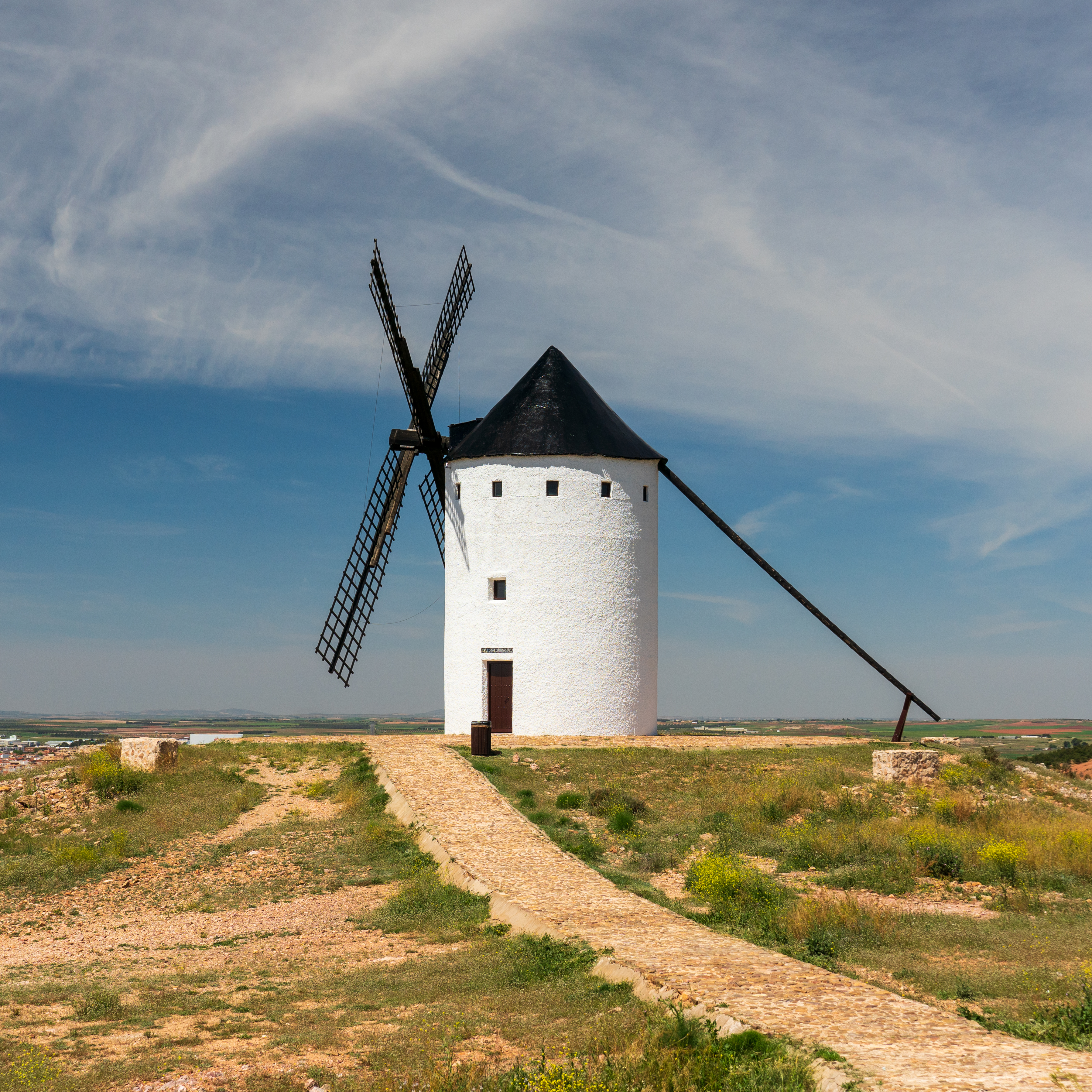
El Molino "Barcelona" con sus aspas y palo de gobierno.

Los cuatro molinos existentes han sido rehabilitados y adaptados a diferentes usos en época actual, conservando sus dimensiones y acabados primigenios. En los años 1960 les fueron dados los nombres de Rocinante, Fierabrás, Dulcinea y Barcelona.
En torno a los molinos se ha recreado un empedrado circular a modo de plaza enrasada. Estas plazuelas están comunicadas entre sí por un paseo transitable, también empedrado. En el caso del molino Fierabrás, único que realiza la molienda, la plazuela queda delimitada por un murete y en ella se conservan los hitos de amarre: nueve sillares encalados dispuestos de forma radial y equidistantes seis metros en torno al molino, que sirven para el amarre del borriquillo y sujeción del palo de gobierno.
Los cuatro molinos están, al exterior, perfectamente acabados, manteniendo caperuza, aspas, borriquillo, hitos y palo de gobierno. En su interior, los molinos Barcelona y Dulcinea carecen de mobiliario y enseres, mientras los molinos Rocinante y Fierabrás ha sido equipado en sus diferentes plantas con cartelería informativa, textual y gráfica, sobre el paisaje de La Mancha. Por su parte, el molino Fierabrás cuenta con el equipamiento tradicional del molino de viento en sus tres plantas. En la planta baja se ha instalado “el silo”, en la intermedia “la camareta” o lugar donde cae la primera molienda y la harina es tamizada antes de continuar hacia el silo. En la planta superior se ubica el “moledero”, donde se ha instalado una réplica completa de la maquinaria tradicional.
Dos de los molinos del Cerro de San Antón han sido rehabilitados y acondicionados por el Ayuntamiento de Alcázar de San Juan en la primera década del siglo XXI (entre 2005 y 2008), experimentando un proceso de recuperación, consolidación e incorporación de elementos como aspas, caperuza y palo de gobierno, de manera que actualmente presentan un buen estado de conservación, siendo habitables y visitables por el público. No obstante lo anterior, tan solo en el molino Fierabrás (que ya fue objeto de intervención para su recuperación en 1967, momento en que se levantó el molino Barcelona) se ha recuperado la maquinaria (prácticamente de nueva factura), con lo que a día de hoy es el único molino con capacidad para la molienda, que se realiza con carácter demostrativo de manera esporádica.